# 帕絲卡·費弘
帕絲卡·費弘（法語：Pascale Ferran，1960年4月17日—）是出生於巴黎的法國女性導演、電影劇本家。

## 經歷
個人首次發表的作品為1983年短片。而帕絲卡·費弘1994年以電影得到當年坎城影展金攝影機獎；並在2006年推出以改編自英國作家大衛·赫伯特·勞倫斯的著作《查泰萊夫人的情人》之電影《查泰萊夫人》後；帕絲卡·費弘奪下該年度路易·德呂克獎、以及2007年凱撒電影獎中最佳電影、最佳改編劇本等成績。
後續帕絲卡·費弘有與荷蘭動畫導演麥可·度德威特合作，與對方一同替法國製片商Why Not Productions、Wild Bunch、以及日本吉卜力工作室合力製作的動畫片《紅龜》裡撰寫劇本。

## 參與作品

### 短篇電影
- （1983年）：執導、劇本
- （1983年）：劇本
- （1989年）：執導
- （1990年）：執導

### 長篇電影
- Guardian of the Night（1986年）：劇本
- （1989年）：劇本
- （1989年）：劇本
- （1992年）：劇本
- （1994年）：執導、劇本
- （1995年）：執導、劇本
- （1997年）：劇本
- 查泰萊夫人（2006年）：劇本
- 寂寞飛行（2014年）：執導、劇本

### 動畫電影
- 紅龜（2016年）：劇本